# Ravnanger
Ravnanger este o localitate din comuna Askøy, provincia Hordaland, Norvegia.